# تلامعلی
تلامعلی یک منطقهٔ مسکونی در الجزایر است که در ناحیه ثنیه واقع شده‌است. تلامعلی ۳٫۵ کیلومتر مربع مساحت دارد ۴۱۰ متر بالاتر از سطح دریا واقع شده‌است.